# Varer svenske!
Varer svenske! är en svensk dikt skriven av Daniel Fallström.
Texten är byggd kring ett citat som tillskrivs Gustav Vasa och som får fungera som ett tema för svensk patriotism vid viktiga händelser som slaget vid Lund 1676 och slaget vid Svensksund 1790. Dikten uppmanar läsaren att fortsätta denna patrotiska tradition in i våra dagar.
Carl Milles inspirerades av denna dikt när han skrev "Warer Swenske" på sockeln till sin staty av Gustav Vasa på Nordiska museet.

## Text
Unga släkte, du som träder
stolt en dag för framtids dörr,
minns i sol och minns i skugga
ädelt valspråk ifrån förr!
Gamle konung Gösta sade:
”Varer svenske!” Dessa ord
innefatta tro och kärlek
till den karga svenska jord.
Varer svenske! Hör, det klingar
liksom rassel utaf svärd,
när i blod de mörke bergsmän
gåfvo friheten sin gärd!
”Varer svenske!” Som en lösen
dånar det en aftonstund,
när den unge Karl den elfte
intog höjderna vid Lund.
Vid Svensksund, när Finska viken
färgades som vallmo röd,
genom dundret från kanoner
”varer svenske”! trotsigt ljöd.
Jämt när landet var i fara,
när det kräfde skydd och huld,
kunde konung Göstas valspråk
icke vägas upp med guld.
Det betydde stål i eggen,
det betydde mod i barm
offer för en älskad moder,
som var stolt, som hon var arm.
Länge, länge konung Gösta
hvilat i sin sarkofag,
men hans gamla lösen lefver
manande ännu i dag.
Varer svenske! Vekligheten,
bärande förförisk dräkt,
får ej ympas in i blodet
på vår unga svenska släkt.
Fosterlandet nu ej kräfver
sina söners lif och blod,
men det kräfver liksom fordom
plikttrohet och mannamod.
Fädrens allvar, fädrens kärlek
lyse oss på vägen fram,
att ej blå och gula fanor
höljas någonsin af skam!